# Лисаковский, Николай Михайлович
Николай Михайлович Лисаковский (7 июня 1943, Реваковцы Черновицкой области — 22 июня 2010, Черновцы) — современный украинский скульптор; член Национального союза художников Украины. Проживал в Черновцах, автор памятников и мемориальных досок: скончался 22 июня 2010 года.

## Биография
Николай Михайлович Лисаковский родился 7 июня 1943 года в селе Реваковцы Кицманского района Черновицкой области .
Учился в Черновицком художественно-ремесленном училище № 5, был студентом Пензенского художественного училища им. К. Савицкого. Впоследствии учился на факультете скульптуры Киевского государственного художественного института .
С 1988 года — член Национального союза художников Украины .
Работал в области монументальной и станковой скульптуры.
Среди работ :
- мемориальная доска Владимиру Ивасюку (1989 — город Черновцы);
- мемориальная доска Юрию Федьковичу (на входе в центральные корпуса Черновицкого университета);
- памятник Тарасу Шевченко (1999 — город Черновцы);
- памятник героям-односельчанам, погибшим за независимость Украины (2004 — село Драчинцы Черновицкой области);
- эскизы многих медалей, художественное оформление ряда помещений и т. д.

В период 1992 — 1995 годов — Председатель правления Черновицкой областной организации Союза художников Украины.
Вместе со своим коллегой Петром Лемским занимался реставрацией скульптур Святых Петра и Павла у Армянской церкви. Работал до последнего дня.
Умер 22 июня 2010 года в Черновцах, на 67 году жизни.